# George Dickerson
Pour les articles homonymes, voir Dickerson.
George Dickerson, né le 25 juillet 1933 à Topeka au Kansas et mort dans l'arrondissement de Queens, à New York le 10 janvier 2015, est un acteur, écrivain et poète américain.